# Вахрушев, Валентин Александрович
Валентин Александрович Вахрушев (28 февраля 1919, Архангельская область — 1 января 2006, Беларусь) — советский и белорусский минералог и петрограф, доктор геолого-минералогических наук, почётный профессор Гомельского государственного университета им. Ф. Скорины.

## Биография
Родился 28 февраля 1919 года в деревне Верхняя Спиридоновская, в крестьянской семье.
В 1938—1940 годах учился в Ленинградском государственном университете, затем в Ленинградском горном институте (1940—1941) и Свердловском горном институте (1941—1943), разведочный факультет, специальность инженер-геолог.
1943—1946 — геолог на заводах Министерства цветной металлургии в городе Реж, Свердловской области.
В 1947 году был аспирантом Ростовского университета.
Работал в Институте геологии Киргизского филиала АН СССР, в Институте геохимии Сибирского отделения АН СССР и в Иркутском государственном университете. Занимался минералогией и петрографией.
В 1978 году возглавил недавно открывшуюся кафедру минералогии, петрографии и геохимии на геологическом факультете в Гомельском государственном университете.
Скончался в 2006 году[уточнить].